# Chust (nádraží)
Chust (ukrajinsky Хуст) je železniční stanice, která se nachází na železniční trati Královo nad Tisou–Chust, na ulici Ivana Franka v jižní části města Chust. Leží mezi stanicemi Rokosiv (vzdálené 7 km) a Butušina (19 km). Má celkem šest kolejí, je na ní napojeno několik vleček, které vedou do blízkých průmyslových podniků.
Stanice byla vybudována při otevření trati ze Sighetu Marmației do Baťova v roce 1872. V roce 1937 byla budova rozsáhle přestavěna v duchu funkcionalismu. Potom již budova nebyla opravována a chátrá.[zdroj?]